# Kirchenkreis Mecklenburg

Die ehemalige Evangelisch-Lutherische Landeskirche Mecklenburgs, heute Kirchenkreis Mecklenburg

Der Kirchenkreis Mecklenburg ist einer von 13 Kirchenkreisen der Evangelisch-Lutherischen Kirche in Norddeutschland. Er zählt zum Sprengel Mecklenburg und Pommern und hat seinen Sitz in Schwerin. Er ist in vier Propsteien, 20 Regionen und 247 Kirchengemeinden unterteilt. Sein Gebiet, das 15.687 Quadratkilometer umfasst, ist deckungsgleich mit dem der Evangelisch-Lutherischen Landeskirche Mecklenburgs, die zu Pfingsten 2012 mit zwei anderen Landeskirchen zur Evangelisch-Lutherischen Kirche in Norddeutschland fusionierte.

## Leitung
Der Kirchenkreis wird in gemeinsamer Verantwortung von Kirchenkreissynode, dem Kirchenkreisvorstand und den Pröpsten geleitet. Derzeit amtieren zwei Pröpstinnen und zwei Pröpste.

## Mitgliederstatistik
Im Jahr 2010 waren noch 192.918 Einwohner evangelisch. Die Zahl der evangelischen Kirchenmitglieder ist seitdem gesunken. Mit Stand April 2021 hatte der Kirchenkreis noch 155.431 Mitglieder (fast 14 % der Gesamtbevölkerung). Mit Stand Januar 2023 hatte der Kirchenkreis nur noch 148.000 Mitglieder (zirka 13 % der Gesamtbevölkerung). Mit Stand Januar 2025 hatte der Kirchenkreis nur noch 138.000 Mitglieder (zirka 12 % der Gesamtbevölkerung).